# كامب دي لوج
كامب دي لوج (بالفرنسية: Camp des Loges)، ويُعرف أيضاً بـ«مركز أوريدو التدريبي» لأسباب دعائية، هو مركز تدريب رياضي تابع لنادي باريس سان جيرمان الفرنسي. ويقع في سان جيرمان آن لاي.